# USS Duncan (DD-874)
USS Duncan (DD-874) amerykański niszczyciel typu Gearing. Nazwa okrętu pochodziła od komandora Silasa Duncana USN (1788–1834). 
Stępkę okrętu położono 22 maja 1944 w stoczni Consolidated Steel Corporation w Orange (Teksas). Zwodowano go 27 października 1944, matką chrzestną była pani D. C. Thayer. Jednostka weszła do służby 25 lutego 1945, pierwszym dowódcą został Commander P. D. Williams. 18 marca 1949 okręt został przeklasyfikowany na DDR-874.
"Duncan" został przydzielony na Pacyfik do służby patrolowej w czasie wojny koreańskiej. Pływał w pobliżu wybrzeży chińskich i koreańskich operując w składzie amerykańskiej 7 Floty wspierając siły Narodów Zjednoczonych. Przydziały na zachodnim Pacyfiku przeplatał z okresami służby na wodach w pobliżu zachodniego wybrzeża USA i Hawajów. 
Służył jako okręt dozorujący samoloty w rejonie Yankee Station w zatoce Tonkijskiej, uczestniczył w operacjach Sea Dragon i Market Time w czasie wojny wietnamskiej. Wypełniał także misje SAR i zapewniał wsparcie artyleryjskie oddziałom na lądzie. W latach 1960-1961 przeszedł modernizację FRAM II.
"Duncan" został wycofany ze służby 15 stycznia 1971 i skreślony z listy okrętów floty 1 lutego 1974. Został zatopiony jako okręt-cel 31 lipca 1980.